# Adela von Vohburg
Adela von Vohburg (ur. 1127, zm. 1187), córka Dypolda III, margrabiego von Vohburg, i jego pierwszej żony Adelajdy.
Adela była pierwszą żoną Fryderyka Hohenstaufa, zwanego Barbarossą (1122 – 10 czerwca 1190), syna księcia Szwabii Fryderyka II i Judyty, córki księcia Bawarii Henryka IX Czarnego.
Mąż Adeli został w 1147 r. księciem Szwabii jako Fryderyk III. W 1152 r., po śmierci swojego stryja Konrada III, został królem Niemiec jako Fryderyk I. Razem z Adelą został ukoronowany 4 marca 1152 r. Małżeństwo Fryderyka było bezdzietne, więc nowy król wysłał prośbę do papieża Eugeniusza III aby udzielił mu rozwodu.
Papież przychylił się do prośby Fryderyka i marcu 1153 r. małżeństwo zostało rozwiązane z powodu zbyt bliskiego pokrewieństwa między małżonkami (jeden z prapradziadków Fryderyka był bratem jednej z prapraprababek Adeli). Zarówno Fryderyk, jak i Adela zawarli ponownie związki małżeńskie. Fryderyk ożenił się z Beatrycze Burgundzką, dziedziczką hrabstwa-palatynatu Burgundii. Drugim mężem Adeli został Dieto von Ravensburg.